# إشهاد
الإشهاد  هو المصادقة بصحة الشيء من جهة معتمدة مستقلة؛ ومنح الشهادة يؤكد بأن الشخص أو الهيئة مصدّق أو معتمد ويطابق مواصفات معينة. بالتالي فالإشهاد هو تأكيد رسمي لخصائص معينة لشخص أو منظمة، وغالبًا ما يتم تقديم هذا التأكيد من خلال شكل من أشكال المراجعة الخارجية أو التعليم أو التقييم أو المراجعة. وفقًا للمجلس الوطني الأمريكي للقياس في التعليم، يستخدم اختبار الاعتماد لتحديد ما إذا كان الأفراد على دراية كافية في منطقة مهنية معينة ليتم تصنيفهم على أنهم «مؤهلون للممارسة» في هذا المجال.